# Герич Василь Іванович
Василь Іванович Герич (3 жовтня 1991, м. Перечин, Закарпатська область — 5 червня 2022) — український військовослужбовець, старший лейтенант Збройних сил України, учасник російсько-української війни.

## Життєпис
Народився 3 жовтня 1991 року в місті Перечині на Закарпатті. Батько працював на лісохімкомбінаті, мати — бухгалтером у місцевому колгоспі, (нині — діловод районної лікарні ветеринарної медицини).
Навчався в спеціалізованому футбольному класі Ужгородської загальноосвітньої школи № 20. Після школи вступив на факультет фізкультури Ужгородського національного університету (заочно). 
Пройшов строкову військову службу. 2012 року повернувся до війська вже контрактником. Служив у 1-й роті 15-го окремого гірсько-штурмового батальйону, що розташований в Ужгороді. У складі підрозділу здобув друге місце на навчаннях «Перспектива-2012», був відзначений нагородним годинником від Міністра оборони України як кращий командир відділення. Захищав честь батальйону в різних спортивних змаганнях, привозячи до Ужгорода грамоти і медалі.
2014 року став на захист України: разом із добровольцями батальйону «Айдар» брав участь у боях за населені пункти Щастя та Металіст, тримав оборону в Луганському аеропорту. Узимку 2015 року під Дебальцевим дістав поранення в плече.
2017 року пройшов навчання на 4-місячних курсах при Національній академії сухопутних військ імені гетьмана Петра Сагайдачного у Львові, отримав первинне офіцерське звання «молодший лейтенант» і призначений командиром взводу 1-ї роти.
2018 року Василь разом із земляком Олександром Гондою під ворожим обстрілом витягли повзком через поля загиблого ротного, капітана Георгія Ольховського, в якого поцілив російський снайпер. Навесні 2019 року переніс хірургічну операцію і деякий час проходив службу в Ужгороді. Одружився, згодом у родині народилася донька. 2020 року повернувся на фронт.
Із початком широкомасштабного російського вторгнення брав участь у боях за Волноваху. 13 березня 2022 року був поранений в ногу осколком танкового снаряду.
Загинув 5 червня 2022 року внаслідок бомбового удару російської авіації.
Похований в рідному місті на Алеї Слави.

## Нагороди
- орден Богдана Хмельницького II ступеня (20 вересня 2024, посмертно) — за особисту мужність, виявлену у захисті державного суверенітету та територіальної цілісності України, самовіддане виконання військового обов'язку[3];
- орден Богдана Хмельницького III ступеня (19 березня 2022) — за особисту мужність і самовіддані дії, виявлені у захисті державного суверенітету та територіальної цілісності України, вірність військовій присязі[4];
- медаль «За військову службу Україні» (17 червня 2016) — за особисту мужність і високий професіоналізм, виявлені у захисті державного суверенітету та територіальної цілісності України, вірність військовій присязі[5];
- медаль «Захиснику Вітчизни» (8 травня 2015)[6];
- відзнака Президента України «За участь в антитерористичній операції» (17 лютого 2016)[7];
- нагрудний знак «Срібний Едельвейс»[1].

## Вшанування пам'яті
На честь Василя Герича названо одну з вулиць міста Перечина.
2023 року в Перечині відбувся перший футбольний турнір пам’яті Василя Герича.